# Indira Moores
Indira Moores – kanadyjska zapaśniczka walcząca w stylu wolnym. Brązowa medalistka mistrzostw panamerykańskich w 2015. Triumfatorka akademickich MŚ w 2018. Zawodniczka Brock University.